# Mirko Škrinjarić
Mirko Škrinjarić (Pokupsko, 1932. – Červar-Porat, 25. travnja 2014.) bio je hrvatski pjesnik. 
Rođen je u Pokupskom. Zbog toga što je velik dio života proveo u inozemstvu, vodeća tema njegovih pjesama bila je vezana uz čežnju za domovinom. Za života je objavio nekoliko knjiga pjesama:
- Pokupske popevke (Pokupsko, 1995.)
- Izabrane pjesme (Velika Gorica, 1999.)

Nekoliko je njegovih pjesama uvršteno i u knjigu Cvrčak u boriku, koja predstavlja pregled radova najznačajnijih hrvatskih pjesnika i pisaca koji su djelovali u emigraciji te svoje radove objavljivali u Hrvatskoj reviji.